# Стаховский, Юрий Васильевич
Юрий Васильевич Стахо́вский (1940—2013) — советский и украинский кинооператор.

## Биография
Родился 20 марта 1940 года в Киеве. Окончил курсы ассистентов операторов Киевской киностудии имени А. П. Довженко (1959) и факультет журналистики КГУ имени Т. Г. Шевченко (1973).
С 1959 года — оператор киностудии «Укркинохроника». Член СКУ.
Умер 31 января 2013 года.

## Фильмография
- 1967 — Панас Мирный
- 1968 — Две весны агронома
- 1969 — Корабелы
- 1971 — Секрет молчания (приз Вкф «Киномарина», Одесса, 1973)
- 197о — Нина Хахалина (Приз и диплом II Всесоюзного кинофестиваля сельскохозяйственных фильмов, Ростов-на-Дону, 1970; Почётный знак ЦК ВЛКСМ «Золотой колос»); Турья — земля полесская
- 1971 — Пять героических лет; Будни Николая Шило (режиссёр М. Локтионов-Стезенко)
- 1972 — Советская Украина. От съезда к съезду (совместно с соавторами с В. Шуваловым)
- 1973 — Вероятность Сильвестрова
- 1974 — Большой хлеб (совместно с соавторами; Диплом VII Всесоюзного кинофестиваля, Баку, 1974); Донецкие девушки; От каждого из нас (совместно с соавторами)
- 1975 — Тыл, который ковал Победу
- 1976 — Учитель
- 1977 — Трио бандуристок; Девушки из Каховки; Село Дорожное; Чтобы вырастало
- 1978 — Пионерия Страны Советов» (режиссёр М. Локтионов-Стезенко); Красная книга; Украинское кино — 50 лет; В наивысшей цене (Диплом и приз Международного кинофестиваля спортивных фильмов, Сан-Винченцо, Италия)
- 1979 — Песня не кончается
- 1980 — Командармы индустрии; Салют, камарадо Иван
- 1981 — Легендарный Клим; А жаворонки поют
- 1983 — Председательствующий корпус
- 1984 — Стратегия науки
- 1986 — Вечные свидетели
- 1989 — Город над Сулой
- 1990 — Полет за горизонт
- 1994 — Украина. 1994
- 1995 — Любите Украину (совместно с соавторами)
- 1996 — Олесь Гончар. Послесловие (совместно с соавторами)

## Награды и премии
- Государственная премия УССР имени Т. Г. Шевченко (1986) — за документальные фильмы «Командармы индустрии», «Главенствующий корпус», «Стратеги науки»